# Séisme de 1944 à Cornwall-Massena
Le séisme de 1944 à Cornwall-Massena est un séisme survenu le 5 septembre 1944 à 12 h 38 (UTC-5) à la frontière de l'État de New York, aux États-Unis, et des provinces canadiennes du Québec et de l'Ontario. La magnitude atteint 5,8 avec une intensité ressentie de VII (très fort) sur l'échelle de Mercalli.

## Description
L'épicentre se trouve à environ 5 kilomètres au nord-est de Massena.

## Dommages
Le séisme est ressenti aussi loin qu'à New York, Toronto, Québec et Boston. Il cause approximativement 2 millions de dollars en propriétés endommagées. Plusieurs répliques sont ressenties dans cette région. Dans la ville de Massena, environ 90 % des cheminées s'écroulent ou s'abîment. Le sol s'est également fissuré dans la région de Hogansburg, près de Massena. 
Du côté canadien, les dommages pour la ville de Cornwall sont plus importants en raison de sa position géographique et d'une plus grande densité de population. Plusieurs bâtiments y sont érigés sur un sol sablonneux. Le gymnase de l'école secondaire Cornwall Collegiate and Vocational School a subi des dégâts.

## Référence
- (en) Cet article est partiellement ou en totalité issu de l’article de Wikipédia en anglais intitulé « 1944 Cornwall–Massena earthquake » (voir la liste des auteurs).